# ZL42
ZL42 (Abkürzung für Zyklon Loop 42) ist die Bezeichnung eines Stahlachterbahnmodells des Herstellers Pinfari, welches erstmals 1984 ausgeliefert wurde.
Die 365 m lange Strecke erstreckt sich über eine Grundfläche von 42,6 m × 18,6 m, erreicht eine Höhe von 11 m und verfügt über einen 9,7 m hohen Looping. Die Züge, welche aus drei Wagen à vier Personen bestehen, werden durch einen Kettenlifthill in die Höhe transportiert. Maximal 600 Personen pro Stunde können somit mit ZL42 fahren. Die gesamte Anlage hat einen Anschlusswert von 22 kW zzgl. 35 kW für Beleuchtung.

## Standorte

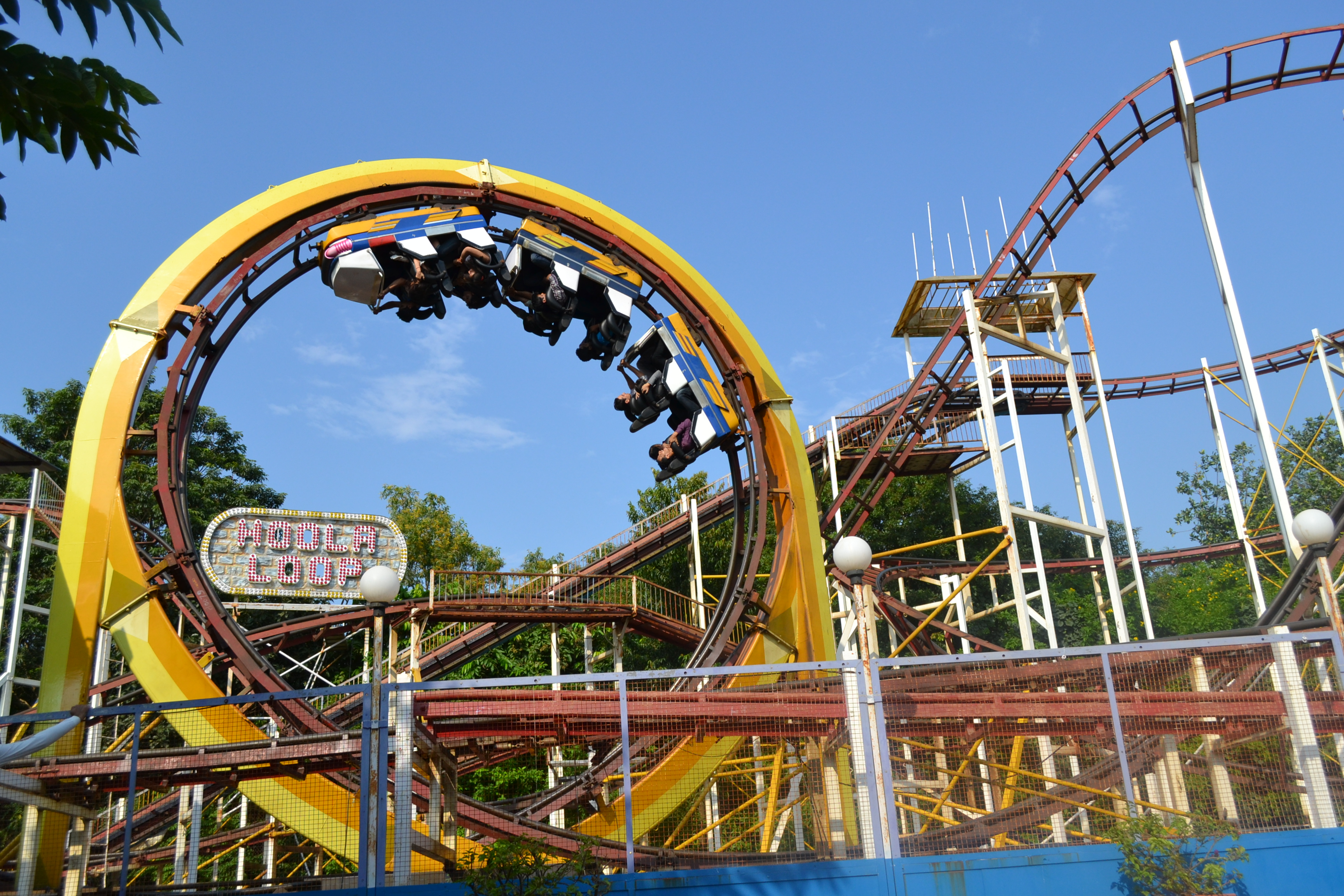
Hoola Loop in EsselWorld

| Achterbahn                                               | Betreiber                                                                                           | Land                                                         | Eröffnung                                  | Schließung                    |
| -------------------------------------------------------- | --------------------------------------------------------------------------------------------------- | ------------------------------------------------------------ | ------------------------------------------ | ----------------------------- |
| Barry’s Big Dipper                                       | Barry’s Amusements                                                                                  | Vereinigtes Königreich                                       | Juli 2002                                  | 2022                          |
| City Coaster                                             | Beijing Carnival                                                                                    | Volksrepublik China                                          | 2008–2009                                  | 2009                          |
| Hoola Loop                                               | EsselWorld                                                                                          | Indien                                                       | 2007                                       | 2020                          |
| Krákaton Cyclon                                          | VulQano Park Fantasilandia                                                                          | Ecuador Chile                                                | 7. Februar 2005 1994                       | Dezember 2004                 |
| Loop 2000                                                | Superland                                                                                           | Israel                                                       | 1991                                       | März 2013                     |
| Loop Coaster Dream Liner                                 | Sky Ranch Pampanga Carron Dream Park                                                                | Philippinen                                                  | 31. November 2014 2012–2013                | 13. Januar 2014               |
| Loop Max Adrenaline Roller Coaster Gauntlet Looping Star | Sunny Beach Luna Park Playground Varna Camelot Theme Park Dreamland Margate Craig Tara Holiday Park | Bulgarien Vereinigtes Königreich                             | 2012–2013 2009 2001 1999 oder früher 1987  | 2012–2013 2006 1999–2001 1999 |
| Loop Roller Coaster Python                               | CJ Barrymore’s Family Entertainment Center Playland’s Castaway Cove                                 | Vereinigte Staaten                                           | 9. Mai 2016 1996                           | 2015                          |
| Looping                                                  | Feira Popular de Lisboa                                                                             | Portugal                                                     | 1988                                       | 5. Oktober 2003               |
| Looping Bahn                                             | Wiener Prater                                                                                       | Österreich                                                   | 1985                                       | 1995                          |
| Looping Star                                             | Aden Park                                                                                           | Jemen                                                        | 2009 oder früher                           |                               |
| Looping Star Looping                                     | Big Center Park Magic Park                                                                          | Brasilien                                                    | 2004–2007 12. Dezember 1999                | Juni 2021 2005                |
| Looping Star                                             | Clacton Pier Codona’s Amusement Park                                                                | Vereinigtes Königreich                                       | 2021 1999                                  | 2019                          |
| Looping Star                                             | Great Yarmouth Pleasure Beach                                                                       | Vereinigtes Königreich                                       | 1990                                       | 1993 oder später              |
| Looping Star                                             | Jolly Roger at the Pier                                                                             | Vereinigte Staaten                                           | 1996                                       |                               |
| Looping Star                                             | Keansburg Amusement Park Sauble Beach Fun World Beech Bend                                          | Vereinigte Staaten Kanada Vereinigte Staaten                 | 5. Juli 2015 2011 2001                     | 2011 September 2009           |
| Looping Star                                             | Kunming International Convention & Exhibition Center                                                | Volksrepublik China                                          | 2006 oder früher                           | 2006–2008                     |
| Looping Star                                             | Mirabilandia                                                                                        | Brasilien                                                    | 1997                                       | 2012                          |
| Looping Star                                             | Neverland Ranch                                                                                     | Vereinigte Staaten                                           | Dezember 1995                              | Dezember 1995                 |
| Looping Star                                             | Super Park                                                                                          | Argentinien                                                  | 2019                                       |                               |
| Looping Star                                             | Wonder Land                                                                                         | Ägypten                                                      | 2003 oder früher                           |                               |
| Looping Star                                             | Xinghai Square                                                                                      | Volksrepublik China                                          | 2003 oder früher                           | 2005–2006                     |
| Looping Star                                             | Yuxi Park                                                                                           | Volksrepublik China                                          | 2007 oder früher                           | 2007–2008                     |
| Looping Thunder                                          | Oaks Amusement Park                                                                                 | Vereinigte Staaten                                           | 1996                                       |                               |
| Magic Loop                                               | Aventura Luna Park                                                                                  | Venezuela                                                    | 2003 oder früher                           |                               |
| Magic Loop                                               | Parque De Diversiones                                                                               | Bolivien                                                     | 2016                                       |                               |
| Montaña Rusa                                             | Mundo Divertido                                                                                     | Mexiko                                                       | 1993                                       | 2002                          |
| Montaña Rusa                                             | Mundo Divertido                                                                                     | Mexiko                                                       | 2002 oder früher                           |                               |
| Montanha Russa                                           | Parque Trombini                                                                                     | Brasilien                                                    | unbekannt                                  | 2007                          |
| Python Looping Coaster                                   | Drayton Manor                                                                                       | Vereinigtes Königreich                                       | 1985                                       | 1994                          |
| Roller Coaster Orkanens Øje                              | Baghdad Island Tivoli Friheden                                                                      | Irak Dänemark                                                | August 2019 1986                           | 21. Oktober 2018              |
| Roller Coaster Roller Coaster F1 Grizzly Looping Dipper  | Southport Pleasureland Wesole Miasteczko Family Park Kongeparken Barry’s Amusements                 | Vereinigtes Königreich Polen Norwegen Vereinigtes Königreich | 10. August 2017 2009 oder früher 2004 1991 | 2022 2011–2013 2004 1996      |
| Superman Coaster                                         | Jawa Timur Park 1                                                                                   | Indonesien                                                   | 2016                                       |                               |
| Tren Minero Klondike Gold Mine                           | Serena Aventura Funland Amusement Park Drayton Manor                                                | Chile Vereinigtes Königreich                                 | 2022 2005 1995                             | 6. Juni 2015 2004             |
| Tronador                                                 | Parque de la Costa                                                                                  | Argentinien                                                  | 1997                                       | 1997                          |
| Turbo                                                    | Brighton Pier                                                                                       | Vereinigtes Königreich                                       | 1996                                       |                               |
| Vildkatten                                               | Sommerland Sjælland                                                                                 | Dänemark                                                     | 2000                                       |                               |
| World Express                                            | Parque de Atracciones de Plaza Mayor                                                                | Venezuela                                                    | 2003 oder früher                           |                               |
| Ze Ulta Fulta Express                                    | Fantasy Land                                                                                        | Indien                                                       | unbekannt                                  | 2007 oder früher              |
| Zyklon Loop                                              | Star City                                                                                           | Philippinen                                                  | 2003 oder früher                           | 2008–2011                     |
| unbekannter Name Pepsi-Cola Loop                         | Azadi Park Ffrith Beach Fun Parc Ocean Beach Amusement Park                                         | Irak Vereinigtes Königreich                                  | 2011 unbekannt 1990                        | unbekannt 2. September 2007   |